# Tripyloides brevis
Tripyloides brevis is een rondwormensoort uit de familie van de Tripyloididae. De wetenschappelijke naam van de soort is voor het eerst geldig gepubliceerd in 1958 door Gerlach.